# Рудольф Сикорски
Рудольф Сикорски (также «Экселенц» и «Странник»; 2075 — не позднее 2193) — персонаж цикла романов, посвященных миру Полудня братьев Стругацких. Один из первых прогрессоров и руководитель КОМКОНа-2. В киноверсии романа «Обитаемый остров» его сыграл Алексей Серебряков. В незаконченном фильме А. Клименко «Обитаемый остров» (1993) его играл Алексей Петренко.

## Биография
Биография Сикорски не присутствует в текстах Стругацких явным образом.
Родился в 2075 году (в истории о «деле подкидышей», он упоминается в 2137 году как «энергичный, шестидесятидвухлетний»). Этнический немец или австриец («Обитаемый остров»).
Был одной из ключевых фигур на Земле в XXII веке, и хотя про то, как он заслужил своё высокое положение, мало что известно, сам факт того, что в 2137 году он был одновременно членом мирового совета Земли и первым шефом КОМКОНа-2, говорит о многом. Например, он был одним из руководителей операции «Зеркало» (глубоко засекреченных учений, в ходе которых отрабатывалось отражение возможного военного нападения высокоразвитых инопланетян на Землю), отвечая за сохранение её секретности.
Тогда же, в 2137 году, Сикорски был назначен ведущим и куратором «Дела подкидышей», и именно он — один из инициаторов полного засекречивания всех материалов по нему («четыре требования Сикорски»).
В последующие годы участвовал в прогрессорской операции на Саракше. В качестве внедрённого агента под псевдонимом «Странник» сумел занять высокое положение в структуре государства Отцов, заведовал институтом перспективных разработок, участвовал в работе высших органов власти страны, пользовался у правителей огромным авторитетом. Для того, чтобы изменить ситуацию в стране и на планете к лучшему, воспитывал в своем институте многочисленных талантливых помощников, искренне преданных ему.
На Саракше впервые встретил Максима Каммерера, которого позднее взял в ученики. Максим работал с Сикорски на Саракше, а потом и в КОМКОНе-2.
Операция на Саракше продолжалась, но Сикорски через какое-то время вернулся на Землю и продолжил руководить КОМКОНом-2, которому и посвятил всю свою последующую жизнь. Продолжал заниматься «Делом подкидышей», так как считал его жизненно важным для существования Земли.
В 2178 году Сикорски занимался делом Льва Абалкина и убил Абалкина, когда тот добрался до «детонаторов». Вскоре после этого был вынужден уйти в отставку. Тогда среди специалистов появился термин «синдром Сикорски», которым стали называть неконтролируемый страх перед возможным вмешательством внеземных сил в жизнь человечества.
Точная дата смерти Сикорски неизвестна. Единственное указание на этот счёт есть в книге «Волны гасят ветер», когда Максим Каммерер, рассказывая о событиях мая 2193 года, упоминает о Сикорски как о покойном к тому времени.

## Цитаты
Наиболее знаменит тезис Рудольфа Сикорски, описывающий основной принцип работы КОМКОНа-2 (признаваемый Максимом Каммерером при его осуждении другого в подходе Сикорски):

Нам разрешается прослыть невеждами, мистиками, суеверными дураками. Нам одного не простят: если мы недооценили опасность. И если в нашем доме вдруг завоняло серой, мы просто не имеем права пускаться в рассуждения о молекулярных флуктуациях — мы обязаны предположить, что где-то рядом объявился чёрт с рогами, и принять соответствующие меры, вплоть до организации производства святой воды в промышленных масштабах. И слава богу, если окажется, что это была всего лишь флуктуация, и над нами будет хохотать весь мировой совет и все школяры в придачу…

Следующий монолог Сикорски, эмоционально, но, вероятно, более подробно раскрывает содержание приведённого выше тезиса применительно к «Делу подкидышей»:

Мы все устали, Мак, […] как мы все устали! Мы уже больше не можем думать на эту тему. От усталости мы становимся беспечными и все чаще говорим друг другу: «а, обойдётся!» Раньше Горбовский был в меньшинстве, а теперь семьдесят процентов комиссии приняли его гипотезу. «Жук в муравейнике»… Ах, как это было бы прекрасно! Как хочется верить в это! Умные дяди из чисто научного любопытства сунули в муравейник жука и с огромным прилежанием регистрируют все нюансы муравьиной психологии, все тонкости их социальной организации. А муравьи-то перепуганы, а муравьи-то суетятся, переживают, жизнь готовы отдать за родимую кучу, и невдомёк им, беднягам, что жук сползёт в конце концов с муравейника и убредёт своей дорогой, не причинив никому никакого вреда… Представляешь, Мак? Никакого вреда! Не суетитесь, муравьи! Все будет хорошо… А если это не «жук в муравейнике»? А если это «хорёк в курятнике»? Ты знаешь, что это такое, Мак, — хорёк в курятнике?..

## Литературный образ
В. Милославская предполагает противопоставление персонажей Айзека Бромберга и Рудольфа Сикорски, выражающееся, среди прочего, в манере речи, присущей этим персонажам. По её мнению, если для Бромберга характерен поиск «оригинальных ментальных конструкций», то речь Сикорски выдаёт в нём человека наивысшего уровня социальной ответственности, непрерывно озабоченного вопросами контроля. Е. Борода считает, что созданный авторами образ Сикорски вызывает скорее сочувствие, нежели осуждение. По его мнению это связано с тем, что Сикорски показан как человек, который зачастую вынужден действовать вслепую, не зная наверняка, предотвращает ли он ту или иную потенциальную угрозу для Земли, что оправдывает его агрессивные действия (например, убийство Льва Абалкина в повести «Жук в муравейнике») или же никакой опасности не было, и он готов нести всю ответственность за последствия своих неверных действий. Т. Бреева рассматривает противопоставление персонажей Рудольфа Сикорски и Максима Каммерера в повести «Обитаемый остров». По её мнению, в этой повести они противопоставляются по линии наивного (Каммерер) и научно-профессионального (Сикорски) дискурсов. Каммерер в своей деятельности на этом этапе реализует модель слияния с объектами воздействия (в данном случае, с обитателями планеты Саракш), а более опытный Сикорски действует по модели внешнего воздействия. В результате ни одна из моделей не приводит к успеху, что рассматривается Бреевой как критика Стругацкими созданной ими же внешне утопической реальности, бессменным протагонистом которой является Горбовский, консистентно демонстрирующий утопическое сознание.